# Flood (IRC)
Mit Flood (engl. Flut) ist im IRC das Senden von zu viel Text in zu kurzer Zeit zu verstehen. Dies ist oft unerwünscht. Im einfachsten Fall werden durch den Chat-Teilnehmer zu viele Zeilen hintereinander gesendet, ohne dass ein sinnvolles Chatten vorliegt. Meist entsteht eine Flood aber durch das Einfügen von größeren Textblöcken oder ASCII-Art-Grafiken, womit die Zweckbestimmung und Auslegung eines Chats überschritten werden. Sollen größere Texte in einem Chat übermittelt werden, können dafür Paste-Dienste verwendet werden.
Eine Flood kann jedoch auch eine gesteuerte Überflutung eines IRC-Servers, mit dem Ziel, den so angegriffenen Rechner durch Überlastung lahmzulegen, sein.

## Flood als Angriff
Flooding ist eine Distributed-Denial-of-Service-ähnliche Technik. Bei DDoS wird wiederholt das gleiche Kommando an einen Rechner geschickt, um damit einen Absturz zu verursachen. Ganze IRC-Netzwerke können durch DDoS-Angriffe, also Floodings massiv gestört werden.

## Flood im Chat
Absichtliche Flooder bedienen sich auch Programmen wie sogenannten Chatfloodern, die eingegebene Texte in kurzer Zeitabfolge senden. So können große Datenmengen in kurzer Zeit in einen Chat gebracht werden und so diesen stören. Sinn dieser Floods ist beispielsweise, die anderen Chatteilnehmer zu nerven, zu provozieren und/oder zum Austritt aus dem Channel zu bewegen. Bei heftigen Floods ist es ohne einen entsprechenden Schutz nicht mehr möglich zu chatten, da die eigenen Nachrichten und die von den Chatpartnern nicht mehr vom Spam auseinanderzuhalten sind.
Floods können die IRC-Server erheblich belasten, da diese besonders in größeren Netzen für den normalen Chatbetrieb bereits voll ausgelastet sind. So können durch Floods auch zusätzliche Kosten, beispielsweise für Datenverkehr entstehen. Flooder werden in vielen Chats und IRC-Netzen nicht lange geduldet, und die IRC-Operatoren, wie auch die Channel-Operatoren entscheiden sich meist schnell für einen Kick oder Bann, also den erzwungenen Ausschluss des Flooders aus dem Chat.
Die meisten IRC-Daemons (z. B. UnrealIRCd) haben einen eingebauten Floodfilter, auch Anti-Flooder oder Anti-Spammer genannt, der eine sofortige G-Line auslöst, welche den Flooder vom gesamten IRC-Netzwerk bannt. Da manche Flooding-Programme fast sekündlich ihre IP-Adresse und/oder ihren Benutzernamen durch Neueinwahl oder Proxyverbindungen wechseln, bietet dies nicht in jedem Fall effektiven Schutz. Gegen Neuregistrierungen schafft bei Registrierungen die bekannte Eingabe eines Zahlen- und/oder Buchstabencodes anhand eines Zufallsbildes Abhilfe (siehe auch Captcha).